# Setanta nedumalba
Setanta nedumalba är en stekelart som beskrevs av Heinrich 1974. Setanta nedumalba ingår i släktet Setanta, och familjen brokparasitsteklar. Inga underarter finns listade.